# Acomys subspinosus
Acomys subspinosus  (Waterhouse, 1838) è un roditore della famiglia dei Muridi diffuso in Sudafrica.

## Descrizione

### Dimensioni
Roditore di piccole dimensioni, con la lunghezza della testa e del corpo tra 73 e 102 mm, la lunghezza della coda tra 65 e 89 mm, la lunghezza del piede tra 12 e 19 mm, la lunghezza delle orecchie tra 9 e 15 mm e un peso fino a 26 g.

### Aspetto
Le parti superiori variano dal bruno-rossastro al bruno-grigiastro, i fianchi sono più chiari, mentre le parti ventrali e la parte interna degli arti sono bianche o grigiastre. La linea di demarcazione lungo i fianchi è netta. La groppa è ricoperta di peli spinosi, più lunghi, sottili e soffici rispetto alle altre specie del genere Acomys. La testa è stretta, il muso è appuntito e con i lati bianchi, le vibrisse sono lunghe. Le orecchie sono piccole e rotonde, rosate internamente e marroni scure esternamente. Le zampe sono bianche. La coda è poco più corta della testa e del corpo, è ricoperta di piccole setole, scura sopra, chiara sotto e con l'estremità nerastra. Le femmine sono leggermente più grandi dei maschi ed hanno un paio di mammelle pettorali e due inguinali. Il cariotipo è 2n=60 FN=70.

## Biologia

### Comportamento
È una specie terricola e notturna. L'andatura quadrupede viene mantenuta sia durante la corsa che la camminata. Adattamenti fisiologici permettono la sopravvivenza durante gli inverni umidi e freddi. A basse temperature utilizza le riserve di grasso corporeo per generare calore, ma perdendo molta acqua con l'evaporazione son è in grado di vivere in ambienti secchi.

### Alimentazione
Si nutre quasi esclusivamente di semi e in piccola parte di parti vegetali ed insetti. Durante i mesi invernali può nutrirsi di polline di Protea humiflora.

### Riproduzione
Femmine gravide sono state catturate in ogni periodo dell'anno. Danno alla luce fino 3 piccoli alla volta dopo una gestazione di 27 giorni. I nascituri aprono gli occhi dopo 10 giorni.

## Distribuzione e habitat
Questa specie è diffusa nelle province sudafricane del Capo Occidentale, Capo Orientale e Capo Settentrionale.
Vive in zone rocciose all'interno del Fynbos sui versanti montani fino a 1.000 metri di altitudine.

## Conservazione
La IUCN Red List, considerato il vasto areale non frammentato e la mancanza di reali minacce, classifica A. subspinosus come specie a rischio minimo (Least Concern).